# Il flauto a sei puffi
Il flauto a sei puffi (La Flûte à six schtroumpfs) è un film d'animazione del 1975 diretto da Peyo.
Il film, ambientato nel Medioevo, vede per protagonisti John e Solfamì e in parte anche i Puffi, i personaggi creati dal fumettista belga Peyo, che è anche regista della pellicola. Il film è tratto dalla storia a fumetti omonima: Il flauto a sei puffi (La flûte à six schtroumpfs), pubblicata per la prima volta nel 1958 dal n. 1047 al 1086 nella rivista Spirou per poi essere ripubblicata come albo nel 1960, che segue abbastanza fedelmente pur con molte piccole differenze e l'introduzione di numerosi momenti musicali e cantati.
Come nei fumetti originali di Peyo, questa avventura segna il primo incontro dei Puffi con John e Solfamì, a differenza della serie TV in cui questa storia viene ignorata.
Da notare che il flauto mostrato nel film, di tipo dolce, non è mai esistito nella versione a sei fori; i sei fori erano invece caratteristica dei flauti traversi, prima della loro riforma costruttiva, avvenuta nel 1893 ad opera di Theobald Böhm.

## Trama
La vita scorre tranquilla al castello del re, fra le giostre cavalleresche, che vedono il giovane scudiero John vincitore, e le esibizioni trobadoriche del suo piccolo, ingenuo, e stonatissimo buffone di corte Solfamì. Il mattino dopo l'ultimo torneo, un mercante giunge al castello; il re accompagnato da John lo riceve subito, ma è Solfamì che il mercante desidera; egli ha infatti una collezione di strumenti musicali da mostrare a tanto famoso cantore. Non appena il re e John apprendono lo scopo del mercante lo scacciano incolleriti: non c'è davvero bisogno di alimentare ulteriormente la vena artistica di Solfamì. Quando si accorgono che per terra è rimasto un flauto, evidentemente difettoso essendo dotato soltanto di sei fori, il re cerca di distruggerlo gettandolo nel fuoco del camino, ma poco dopo si diffonde un fumo verde, denso e copioso che riempie la stanza. Spento il fuoco in tutta fretta, è proprio Solfamì a rinvenire fra le ceneri il flauto a sei fori, e lo raccoglie subito entusiasta, fra la costernazione di John e del re, che vedono in questo modo il loro tormento musicale accrescersi.
Pulito il flauto dalla fuliggine, Solfamì, deliziato dal suo suono, decide di sottoporlo all'orecchio di tutti gli abitanti del castello. Al suo suonare la gente si mette a ballare improvvisamente e disordinatamente; inizialmente Solfamì si offende credendosi bersaglio d'una burla, ma poi si rende conto che è il flauto ad essere magico, tanto da costringere la gente al ballo, e continua a suonarlo per divertirsi alle spalle degli altri.
Nel frattempo il mercante continua il suo giro; giunto in una locanda espone la sua mercanzia ai presenti, ma si accorge scoraggiato d'avere perduto un pezzo: un flauto in legno con un piccolo difetto, quello d'avere soltanto sei buchi. Uno degli avventori, un certo Matteo Manolesta, ascoltato il racconto del mercante, e saputo che lo smarrimento doveva essere avvenuto al castello del re, parte subito alla volta della fortificazione. Qui giunto, domanda ospitalità per la notte, e partecipa al banchetto serale. Rintracciato Solfamì, si dipinge come un appassionato di musica, desideroso di sentire all'opera un così celebre artista. L'ingenuo ragazzo cade nell'inganno e lo conduce nella sua camera, dove gli mostra il flauto a sei fori; qui Manolesta lo convince a lasciarglielo provare e, dopo pochi motivi musicali, Solfamì cade addormentato dall'incantesimo del flauto. Manolesta lo lega e lo imbavaglia, dopodiché fugge dal castello del re.
Il mattino successivo, liberato Solfamì e accertati i fatti, tutti si rendono conto della pericolosità di quel flauto magico, per niente affatto un giocattolo: se suonato sufficientemente a lungo, il forzoso ballare fa addormentare stremati. John e Solfamì partono dunque alla ricerca di Manolesta, ma il suo ritrovamento, seguito a molte ricerche, si conclude con i due protagonisti che cadono inesorabilmente addormentati ai suoi piedi. John decide allora che per vincere Manolesta occorre far cessare l'incantesimo del flauto, e così i due si dirigono dal mago Omnibus; ma neppure il vecchio saggio sa compiere un tale incantesimo. Soltanto i creatori del flauto magico saprebbero fare una cosa simile: i Puffi, piccoli ometti blu vestiti di bianco, apparentemente uguali fra loro che vivono nascosti nella foresta; ma dal momento che nessuno sa come arrivare al loro villaggio, Omnibus addormenta John e Solfamì, sdoppiando la loro personalità e facendone rimaterializzare la copia nel paese dei Puffi. Dopo le prime difficoltà di comprensione del loro linguaggio, infarcito di termini "puffi" e del verbo "puffare", i due amici fanno la conoscenza del Grande Puffo, un vecchio saggio vestito di rosso che, non potendo interrompere la magia del flauto, decide di costruire per loro un nuovo flauto magico, per farli lottare alla pari con Manolesta.
Nel frattempo Matteo Manolesta si è alleato con il duca Gran Canaglia; i due vogliono detronizzare il re, muovendogli guerra con i mercenari pagati con il frutto delle ruberie di Manolesta, fatte copiosissime e rapide, grazie proprio al flauto a sei fori. Con l'ausilio delle segnalazioni dei Puffi, John e Solfamì riescono a raggiungere i due lestofanti; non appena si scorgono, inizia subito il duello al flauto magico fra Matteo e Solfamì, che fa cadere addormentato mezzo paese, vedendo alla fine vincitore Solfamì.
Catturati Manolesta e Gran Canaglia, giunge il momento di far ritorno alla quotidianità, ma Solfamì non vorrebbe separarsi dal flauto, anche ora che ne conosce il potenziale nefasto, e così si fabbrica un flauto a imitazione di quello magico, per poterlo poi scambiare. Al momento degli addii John e Solfamì restituiscono ai Puffi i loro due flauti; non appena se ne vanno, Solfamì tira fuori il flauto rimastogli e ci soffia dentro con tutte le forze, ma si accorge costernato che il flauto rimastogli è quello che si è fabbricato da sé.

## Personaggi
- Gli umani: John e Solfamì, il re, madame Barbara, il mago Omnibus, il suo assistente Olivier, il ladro Matteo Manolesta, il duca Gran Canaglia
- I Puffi: Grande Puffo, Maldestro / Maestro/ Tontolone (2° doppiaggio), Goloso / Golosone, Poeta, Contadino, Pigrone, Ingegnere /Inventore (1° e 2° doppiaggio), Puffo da festa/Burlone/Attore (1° e 2° doppiaggio, originale), Brontolone, Quattrocchi, Forzuto.

## Colonna sonora
Durante la festa successiva alla costruzione del flauto si può ascoltare la canzone La festa della luna (di E. Mergency - R. Klunz - P. Blandi) cantata da Victorio Pezzolla e inclusa nell'album "Arrivano i Puffi", assieme alla prima sigla della serie TV Il paese dei Puffi, (sempre di Pezzolla), impiegata nelle prime trasmissioni sulle reti locali prima dell'approdo sulle reti Fininvest (oggi Mediaset).

## Distribuzione
Il film è stato distribuito in Belgio e Svizzera la vigilia di Natale del 1975.

### Edizione italiana
In Italia il film è stato trasmesso direttamente in TV dal 24 dicembre 1981 sulle televisioni locali.
Il primo doppiaggio italiano, realizzato a Milano da Merak Film, è stato sostituito nel 1984 da quello del Gruppo Trenta, oggi noto come Pumaisdue, che ha curato le voci della famosa serie televisiva. Nel ridoppiaggio il nome di John viene sostituito con Johan, come nei cartoni animati, in cui c'è una discordanza col nome utilizzato nella celebre sigla John e Solfami cantata da Cristina D'Avena, che rimane nella memoria più degli episodi (peraltro trasmessi raramente), tanto da far adottare il nome "John" anche nelle ultime riedizioni delle storie a fumetti. Un'altra differenza tra i due doppiaggi è la correzione al maschile della voce del personaggio seduto accanto al re durante il torneo iniziale, che nella prima versione parla con una voce da donna anche se è evidentemente un uomo, seppur coi capelli lunghi.
Anche la capretta di Solfamì nel secondo doppiaggio prende il nome utilizzato nei cartoni animati, ovvero Carotina, sebbene nel fumetto originale non venga chiamata per nome, mentre nelle successive pubblicazioni venga indicata come Nerina. Lo stesso succede per Madame Barbara, precedentemente Madama Barbara, e per il villaggio dei Puffi che diventa Pufflandia. Una novità introdotta dal film rispetto al fumetto originale consiste nella presentazione cantata di tutti i Puffi.
Il Gruppo Trenta traduce in italiano le frasi dei singoli personaggi lasciando in lingua originale solo i cori, rendendo tutto più comprensibile rispetto al doppiaggio precedente. Il giorno del cantarello in cui Grande Puffo afferma di aver compiuto 542 anni, viene sostituito con un più familiare Puffnatale. Tra gli errori del ridoppiaggio invece vi è sicuramente la sostituzione dei nomi di Ingegnere e Maldestro con Inventore e Maestro (giusto il primo ma errato il secondo che nella scena distrugge la macchina che sta costruendo).
A differenza di quanto accadrà nella serie animata, il film fa apparire i Puffi tutti uguali con l'eccezione di Grande Puffo e Quattrocchi, quindi la celebre voce del Puffo Tontolone (che in realtà non è presente o al massimo può esser identificato con Maldestro) viene impiegata più volte e a sproposito, infatti la si sente all'arrivo di John e Solfamì al villaggio, ma poi viene attribuita ad uno dei Puffi che successivamente arriva e riparte sulla cicogna e subito dopo la si risente sul Puffo che avvista il nido di uccellini. Il personaggio presentato come "Puffo da festa" nel doppiaggio originale e "Burlone" nel ridoppiaggio, è in realtà il Puffo Attore (Schtroumpf Acteur), protagonista molti anni più tardi di un episodio della serie animata in cui da Timido (Schtroumpf Timide) cambia personalità e nome.